# Eduard Dörge
Eduard Dörge (* 14. Februar 1841 in Bedra; † 28. Dezember 1925 ebenda) war ein deutscher Schmied und Erfinder des Kipppfluges.

## Leben
Dörge arbeitete im väterlichen Gehöft in Bedra als Schmiedemeister. Seine bekannteste Erfindung ist der noch heute gebräuchliche Kipppflug. Dieser kann um 180 Grad um seine eigene Achse gedreht werden und ermöglicht damit das Pflügen der Gegenrichtung im Anschluss an die zuvor gepflügte Zeile. Mehrere seiner Arbeiten sind noch immer erhalten. 
Sein Sohn Karl führte das Handwerk fort und erweiterte den Betrieb nochmals. Mit seinem Tod 1966 erlosch diese Tradition.
| Personendaten    | Personendaten                                  |
| ---------------- | ---------------------------------------------- |
| NAME             | Dörge, Eduard                                  |
| KURZBESCHREIBUNG | deutscher Schmied und Erfinder des Kipppfluges |
| GEBURTSDATUM     | 14. Februar 1841                               |
| GEBURTSORT       | Bedra                                          |
| STERBEDATUM      | 28. Dezember 1925                              |
| STERBEORT        | Bedra                                          |